# 8298 Loubna
8298 Loubna (1993 SQ10) là một tiểu hành tinh vành đai chính được phát hiện ngày 22 tháng 9 năm 1993 bởi H. Debehogne và E. W. Elst ở Đài thiên văn Nam Âu.